# Mikebuda
Mikebuda község Pest vármegyében, a Ceglédi járásban.

## Fekvése

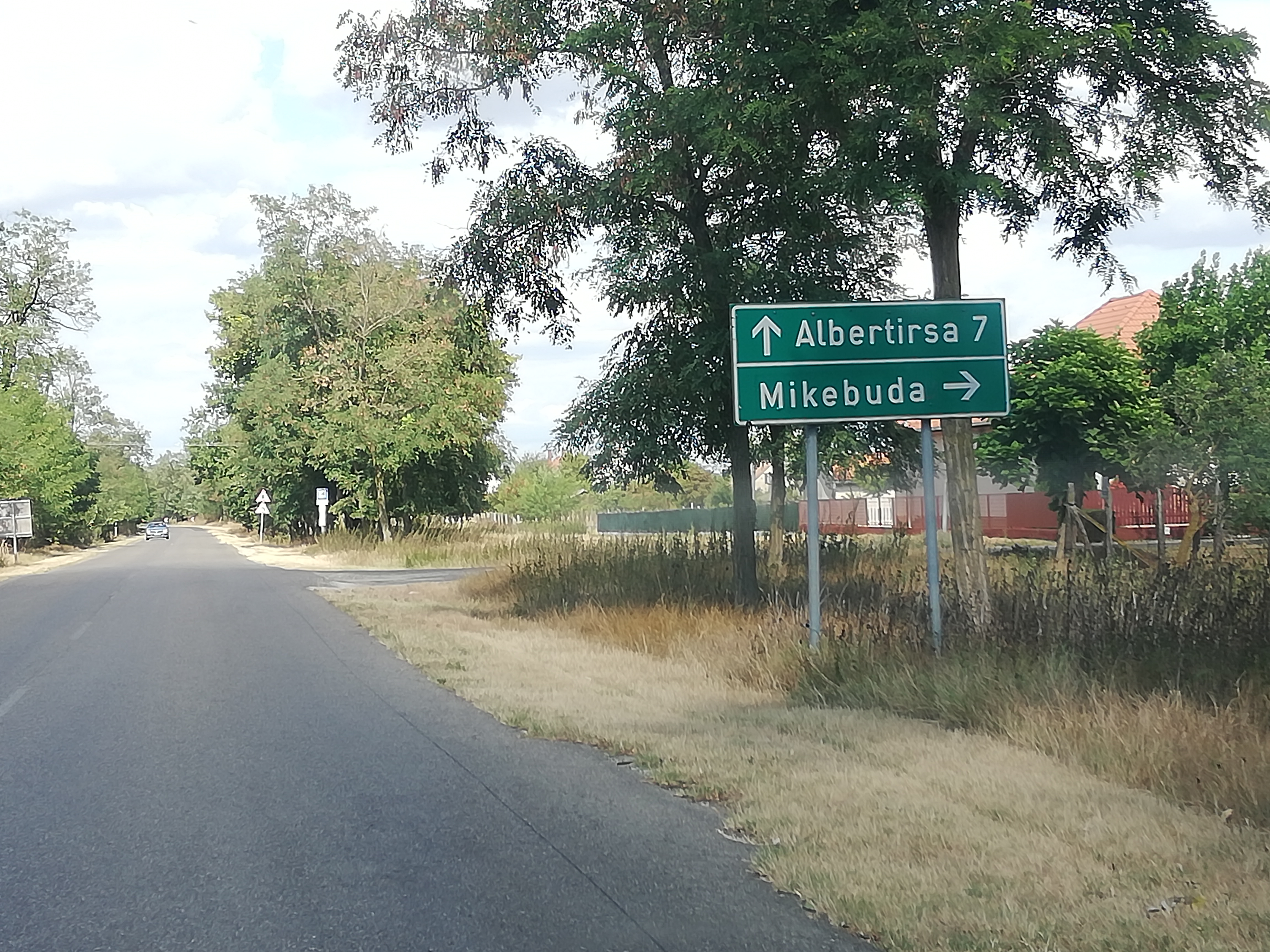
A 46 114-es út Mikebuda központjába vezető elágazásának előjelző táblája

A vármegye délkeleti részében fekszik, Albertirsától 10 km-re délre, Ceglédtől nyugatra, Nagykőröstől északnyugatra; Budapest központjától légvonalban 55, közúton mintegy 64 km-re délkeletre.
Közúton három irányból közelíthető meg: Albertirsa és a 4-es főút (40-es főút) felől a 46 114-es számú mellékúton, Csemő felől a 4608-as, Hantháza felől pedig a 4601-es útról letérve, mindkét utóbbi megközelítési irány esetén előbb a 46 126-os, majd ugyancsak a 46 114-es úton.

## Története

Mikebuda légi fotója

Mikebuda a 13. század második felében alakult ki Mikebuda Felső[forrás?] (Öcsödbuda) és Telekpuszta (Örsbuda) elpusztult helységek, valamint Csőke, Felsőlenc, Dánosi út, Erkusbuda, Szarvas részpusztákból. A falu határában három Árpád-kori templom romja máig látható.
Mikebuda (Mikebudája) nevét 1332 táján említette először oklevél Mykebuda néven, mikor Károly Róbert király Joseph királyi kamarásnak adta, azonban az adományozás után nem sokkal az időközben kiderült vétkei miatt a király el is kobozta tőle, aki nemsokára örökös nélkül el is hunyt.
1332-ben a király a települést a Csór nemzetséghez tartozó Tamás gesztesi várnagynak adta, és az adományozást 3 oklevélben is írásba foglalta Tamás és utódai számára.
1346-ban Tamás János nevű fia elcserélte az akkor "Mykebudaya" néven írt lakott falut Danzenthmiklos és Erkudbudaya lakatlan falvakkal együtt. Az új tulajdonosok Bekwafia János, Endrefia-Jánosfia Miklós és Simon voltak. 1441-ben Mikebudai Bekes Demeter birtoka lett. 
Később több birtokosa is volt, köztük a Tabajdi, Vanyarci, Szajoli, Mikebudai, Irsai, Nagyrévi, Vértesi, Gyürky, Sápi, Széchényi és Péteri nevű családok, és egy 1682 évi adat szerint a Kamuthy család is.
A település a törökök alatt elnéptelenedett, lakói elmenekültek és csak az 1600-as évek elején tértek vissza. 
1663-ban a falu birtokosa vásárlás útján a Keglevich család lett.

## Közélete

### Polgármesterei
| 1990-'94      | 1994-'98      | 1998-'02      | 2002-'06      | 2002-'06      | 2006-'10      | 2010-'14      | 2014-'19                | 2019-'24                | 2024-                   |
| 1990-'94      | 1994-'98      | 1998-'02      | '02-'04       | '04-'06       | 2006-'10      | 2010-'14      | 2014-'19                | 2019-'24                | 2024-                   |
| ------------- | ------------- | ------------- | ------------- | ------------- | ------------- | ------------- | ----------------------- | ----------------------- | ----------------------- |
| Vass Andrásné | Vass Andrásné | Rakita István | Rakita István | Vass Andrásné | Vass Andrásné | Vass Andrásné | Takácsné Mocsári Ibolya | Takácsné Mocsári Ibolya | Takácsné Mocsári Ibolya |
|               |               |               |               |               |               |               |                         |                         |                         |
| –             | –             | –             | –             | –             | –             | –             | –                       | –                       | –                       |
|               |               |               |               |               |               |               |                         |                         |                         |

- 1990–1994: Vass Andrásné (független)[3]
- 1994–1998: Vass Andrásné (független)[4]
- 1998–2002: Rakita István (független)[5]
- 2002–2003: Rakita István (független)[6]
- 2004–2006: Vass Andrásné (független)[7]
- 2006–2010: Vass Andrásné (független)[8]
- 2010–2014: Vass Andrásné (független)[9]
- 2014–2019: Takácsné Mocsári Ibolya (független)[10]
- 2019–2024: Takácsné Mocsári Ibolya (független)[11]
- 2024– : Takácsné Mocsári Ibolya (független)[1]

A településen 2004. február 8-án időközi polgármester-választást (és képviselő-testületi választást) tartottak, az előző képviselő-testület önfeloszlatása miatt. A választáson az addigi polgármester nem indult, 1998-ban legyőzött elődje viszont igen, és meg is nyerte a választást egyetlen ellenfelével szemben.

## Népesség
A település népességének változása:
| Lakosok száma | 681  | 662  | 676  | 659  | 676  | 668  | 675  |
|               | 2013 | 2014 | 2018 | 2021 | 2022 | 2023 | 2024 |

A 2011-es népszámlálás során a lakosok 85,4%-a magyarnak, 0,8% németnek, 0,2% románnak, 0,2% ukránnak mondta magát (14,4% nem nyilatkozott; a kettős identitások miatt a végösszeg nagyobb lehet 100%-nál). A vallási megoszlás a következő volt: római katolikus 43,8%, református 9,8%, evangélikus 7,2%, görögkatolikus 1,2%, felekezeten kívüli 15,2% (20,6% nem nyilatkozott).
2022-ben a lakosság 83,6%-a vallotta magát magyarnak, 0,7% németnek, 0,3% cigánynak, 0,1-0,1% görögnek, örménynek és románnak, 3,1% egyéb, nem hazai nemzetiségűnek (15,2% nem nyilatkozott; a kettős identitások miatt a végösszeg nagyobb lehet 100%-nál). Vallásuk szerint 22,3% volt római katolikus, 6,2% evangélikus, 4,7% református, 1,5% görög katolikus, 0,1% ortodox, 1,2% egyéb keresztény, 2,2% egyéb katolikus, 15,7% felekezeten kívüli (45,9% nem válaszolt).

## Nevezetességei

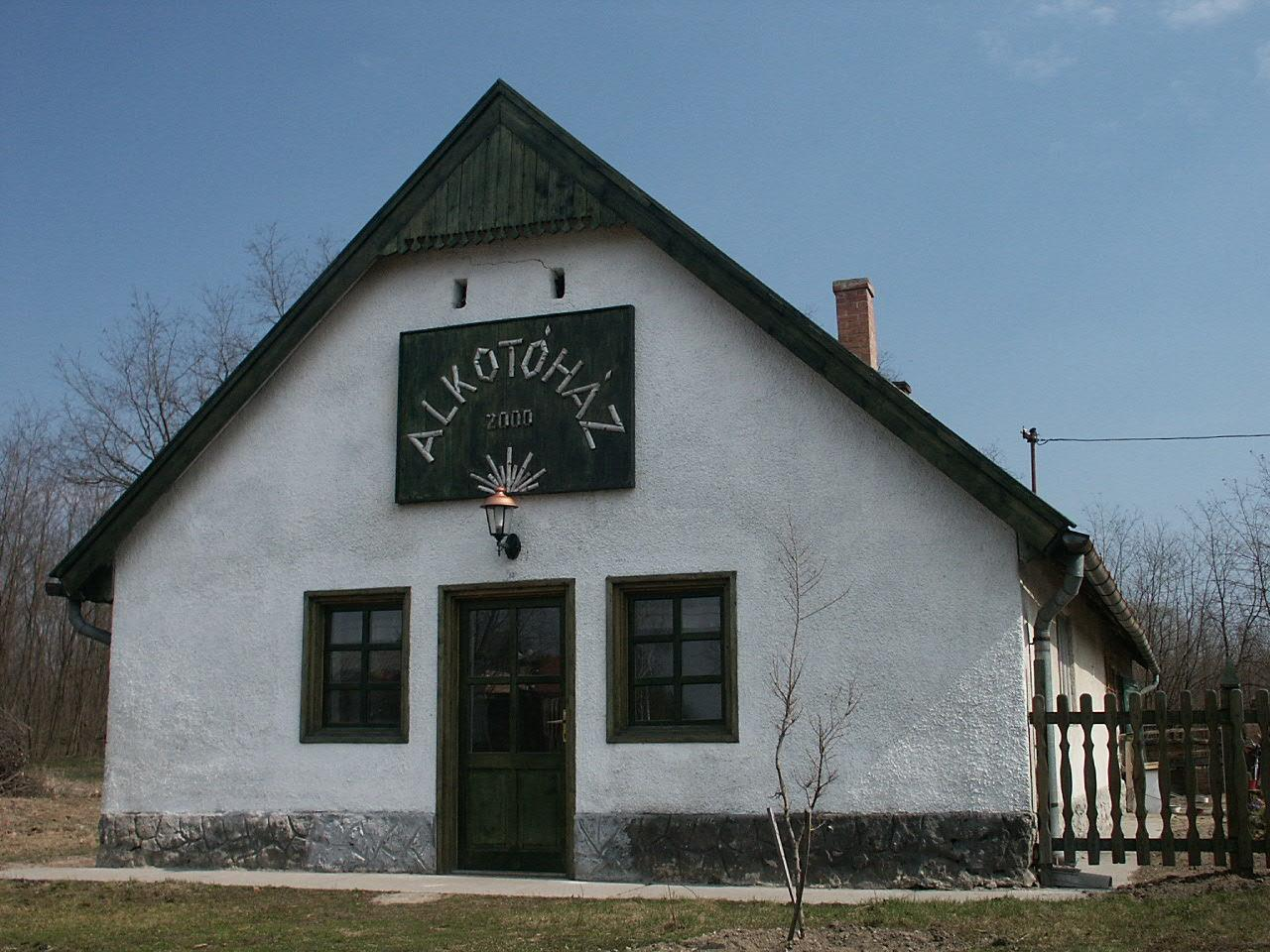
Alkotóház

- Alkotóház

## Oktatás
- Hídvégi Lajos Általános Iskola
- Napköziotthonos Óvoda

## Közművelődés
- Művelődési Ház

## Egészségügy
- Egészségház
- Fiók Gyógyszertár

## Külső hivatkozások
- Mikebuda Önkormányzatának honlapja